# Рябоконеве (Богодухівський район)
Рябоко́неве — село в Україні, у Краснокутській селищній громаді Богодухівського району Харківської області. Населення становить 350 осіб. До 2020 орган місцевого самоврядування — Рябоконівська сільська рада.

## Географія
Село Рябоконеве знаходиться на відстані 1 км від річка Ковалівка та за 2 км від річки Мерла, примикає до села Ковалівка. До села примикає лісовий масив.

## Історія
12 червня 2020 року, розпорядженням Кабінету Міністрів України № 725-р «Про визначення адміністративних центрів та затвердження територій територіальних громад Харківської області», увійшло до складу Краснокутської селищної громади.
19 липня 2020 року, в результаті адміністративно-територіальної реформи та ліквідації Краснокутського району, село увійшло до складу Богодухівського району.